# Бісьоне
Бісьоне («великий змій» або «дракон», а також «великий вуж»), менш відомий також як Vipera («гадюка»), є геральдичною гербовою фігурою: на сріблі зображено синю змію, яка їсть або народжує людину (зазвичай дитину, а іноді її описують як мавра чи турка-османа). Це історичний символ міста Мілана, який використовують компанії, що базуються в місті.

## Історія
Етимологічно слово biscione є доповненням чоловічого роду від італійського жіночого роду biscia «вуж» (спотворене від bistia, зрештою від латинського bestia «звір»).
Символ пов'язався з містом після того, як сім'я Вісконті отримала контроль над Міланом у 1277 році; Бонвесін да ла Ріва записує його у своїй De magnalibus urbis Mediolani (Про дива Мілана) як символ Вісконті не пізніше кінця ХІІІ століття. Символ, можливо, походить від бронзового змія, привезеного до Мілана з Константинополя Арнольфом II Арсаго (архієпископом Мілана 998-1018) у ХІ столітті.

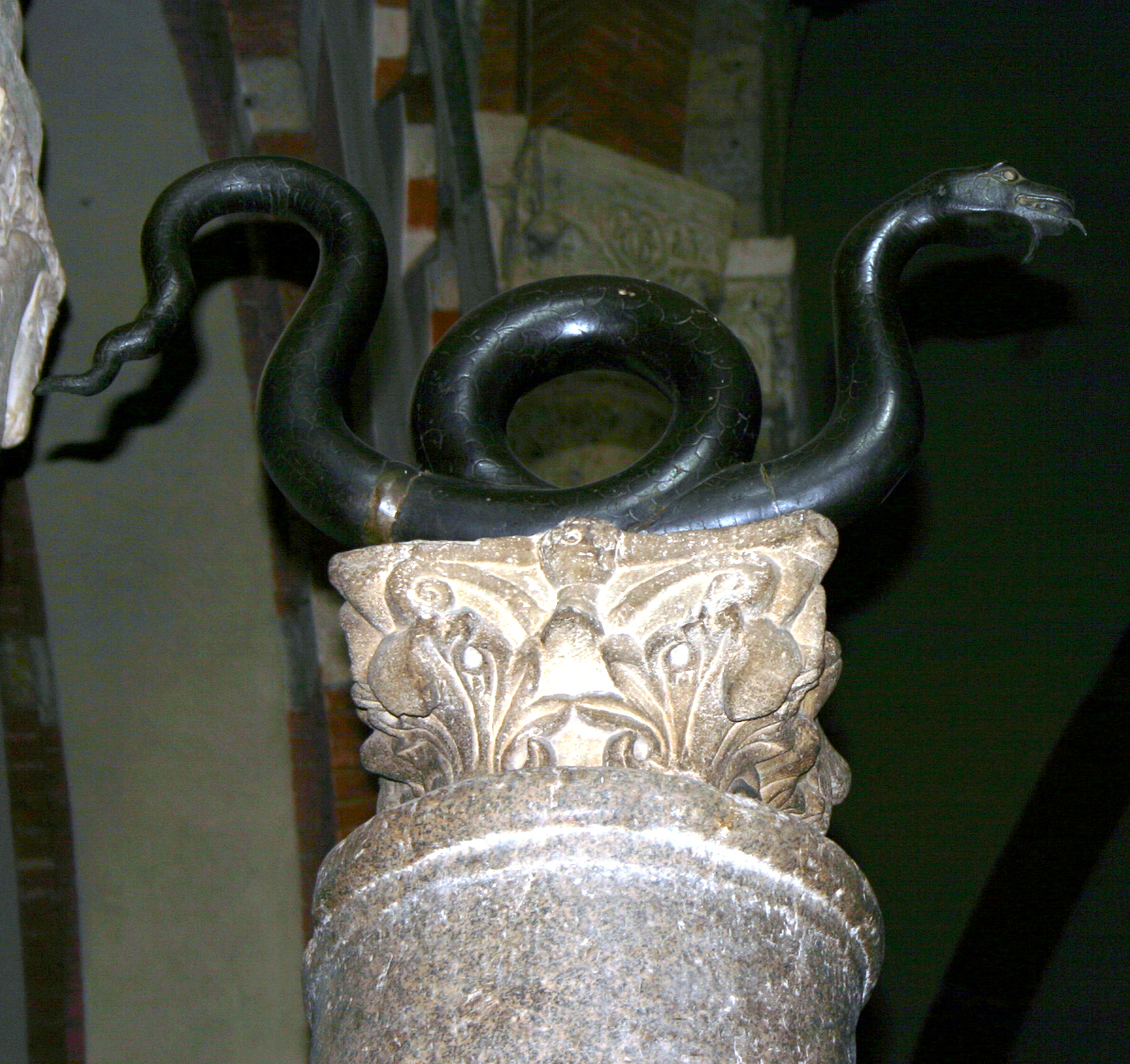
Вважається, що бронзовий змій, привезений до Мілана з Константинополя в ХІ столітті, нині в базиліці Сант-Амброджіо, надихнув бісьоне.

Одне з найстаріших зображень Бісьоне знаходиться у Великому залі замку Вісконті в Анжері. Зал був розписаний наприкінці ХІІІ століття фресками на честь перемоги архієпископа Оттоне Вісконті над конкуруючим сімейством Делла Торре. На підвісках зали зображено гадюку, яка ковтає маленьку людську постать.

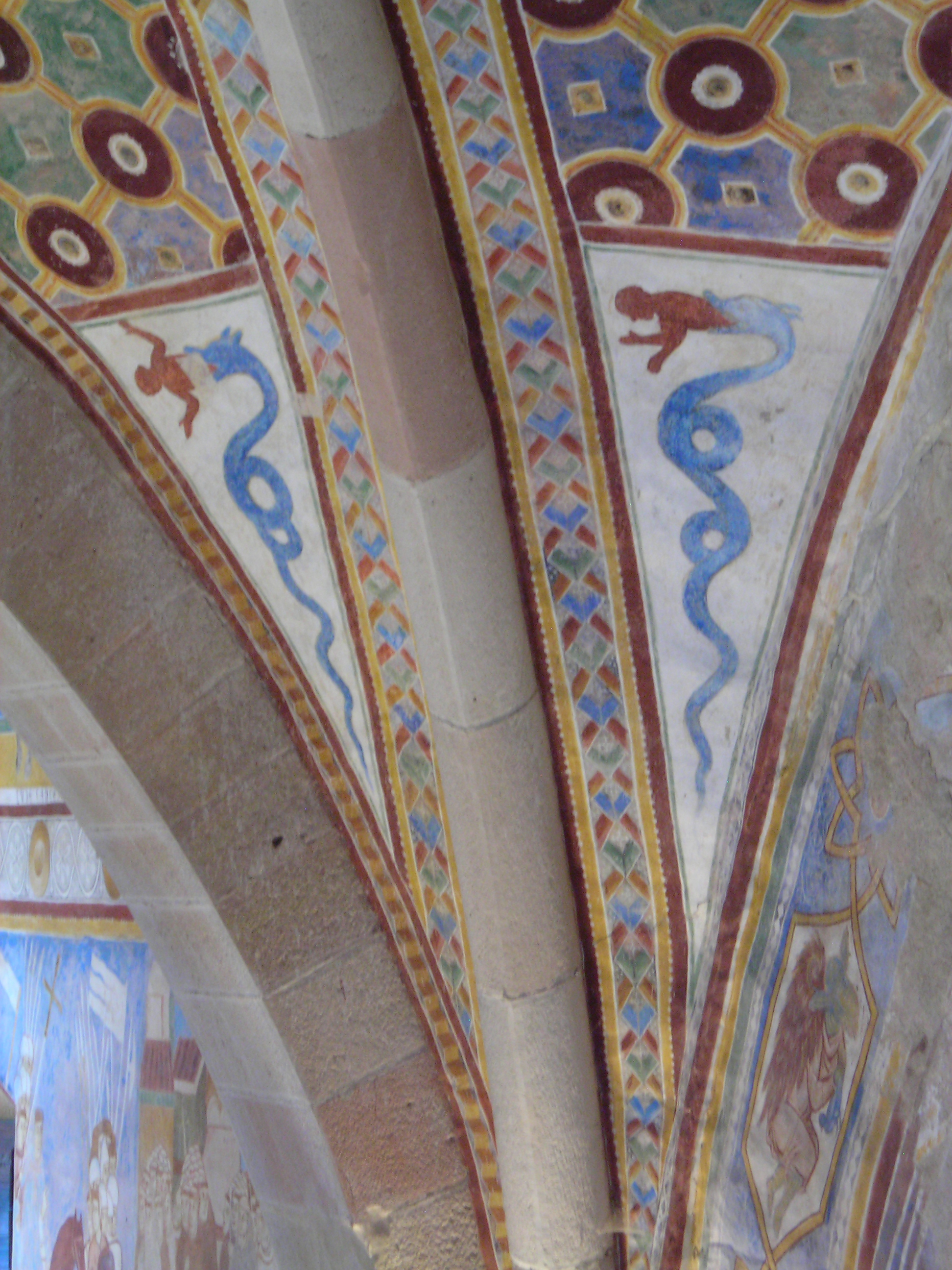
Бісьоне був зображений у Великій залі замку Анжери наприкінці ХІІІ століття.

Бісьоне залишався пов’язаним з Міланським герцогством навіть після того, як лінія Вісконті вимерла в XV столітті. Після того, як Дім Сфорца зайняв герцогство, він включив цей символ до свого герба.

## Сучасне використання
Як символ Мілана, бісьоне використовується багатьма організаціями, пов’язаними з містом або розташованими в місті. Футбольний клуб Інтер Мілан зазвичай представлений бісьоне, а на виїзній футболці команди сезону 2010–2011 рр. помітно було зображено символ. Мілан - основний автовиробник Alfa Romeo (також відомий як Каса-дель-Бісьоне або «Бісьоне капера») включає в себе Biscione в логотипі поряд із червоним хрестом на білому тлі (похідний від прапора Мілана), як і виробник еспресо-машин Bezzera. Сільвіо Берлусконі, який народився і продовжує жити в Мілані, використовує стилізовані бісьонні символи в логотипах своїх компаній Mediaset і Fininvest (з дитиною, що замінена квіткою); його житлові зони Milano Due і Milano Tre, а також телеканал Canale 5, який належить Mediaset, також використовують зображення, натхненні бісьйонами.
За межами Мілана подібний малюнок зустрічається на печатках угорського дворянина Миколи I Гарая, палатина короля Угорщини (1375–1385). Тут коронована змія пожирає сферу государя, а не людину. На гербах міст Сянок у Польщі та Пружани в Білорусі також є символ, що вшановує шлюб Бони Сфорци з Сигізмундом I Польським, коли обидва міста входили до складу Польщі та Литви.
Гурт Lacuna Coil використав бісьоне для обкладинки альбому Black Anima та обмежену серію карт таро.

## Подібні символи
З бісьоне можна порівняти деякі зображення індуїстського божества Матсья. Хоча його форма антропоморфно має гуманоїдну верхню половину, а нижню половину — рибу, деякі зображення показують його з верхньою частиною тіла, що виходить з пащі риби.
У ранньохристиянському мистецтві катакомб старозавітний пророк Йона зображений у вигляді людини, яку проковтнув змієподібний Левіафан, морська істота з єврейського міфу.
Шляхетський герб польського походження «вуж», вживаний низкою шляхетських родів Польщі, України та Литви часів Великого князівства Литовського та Речі Посполитої у червоному полі має зеленого вужа у золотій короні, який звивається і тримає в пащі зелене яблуко з гілочкою і двома листочками.

## Герби, прапори та символи збісьоне

Ранні герби Міланського герцогства під будинком Вісконті. Вінець на змії відрізняє цей варіант від простого герба сімейства Вісконті.
Герб дому Сфорца, на якому зображені два бісьоне та два імперські орли (символізують панування Німеччини та Австрії над Ломбардією).
Прапор Міланського герцогства, також із зображенням двох бісьоне та двох імперських орлів.
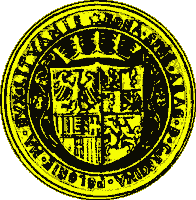
Печатка Бони Сфорца, що має схожість з іншими символами Сфорца.
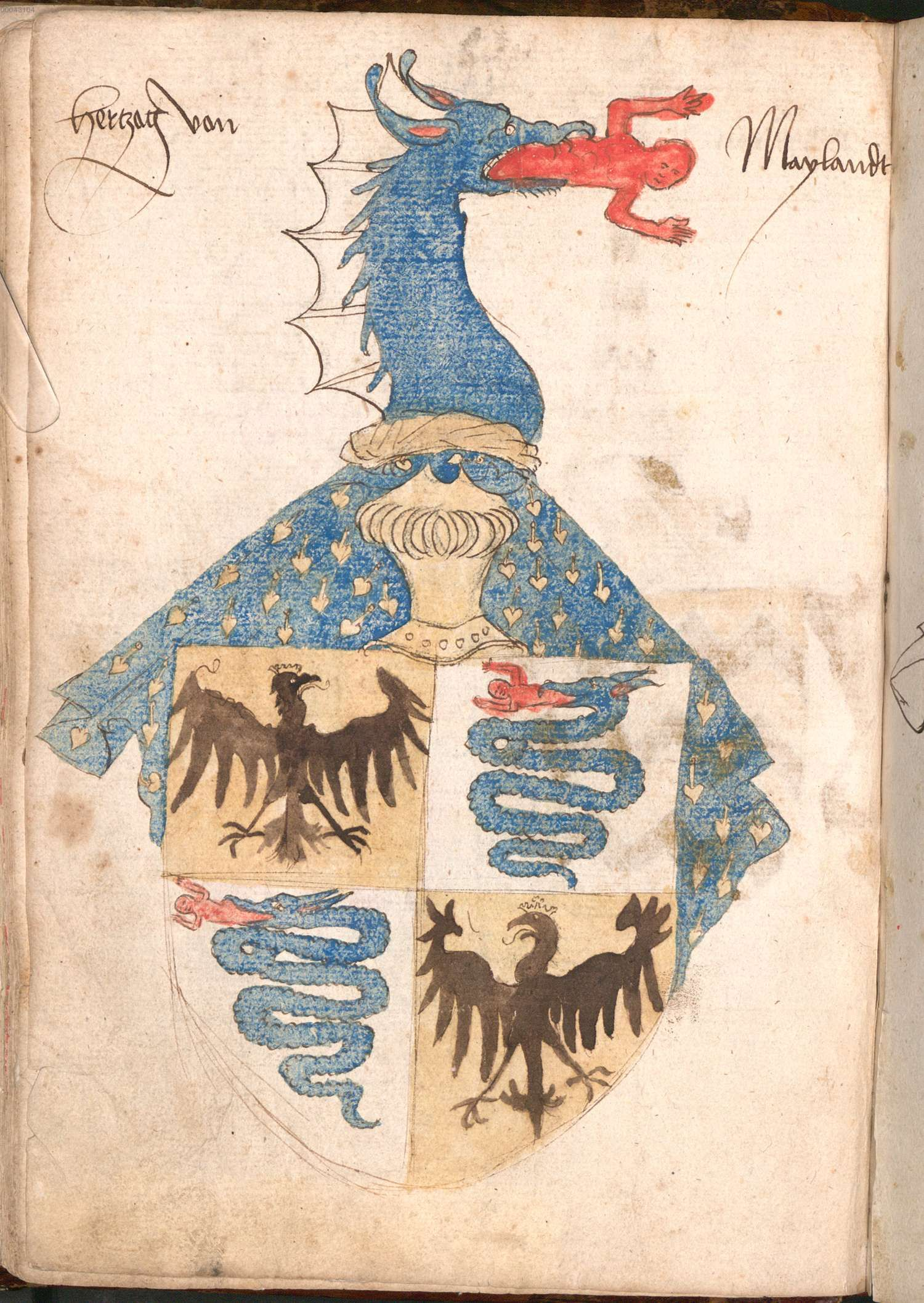
Герб будинків Сфорца і Караваджо у німецькомовній книзі Wernigeroder (Schaffhausensches) Wappenbuch.
Бісьоне в гербі князівства Монбазон.
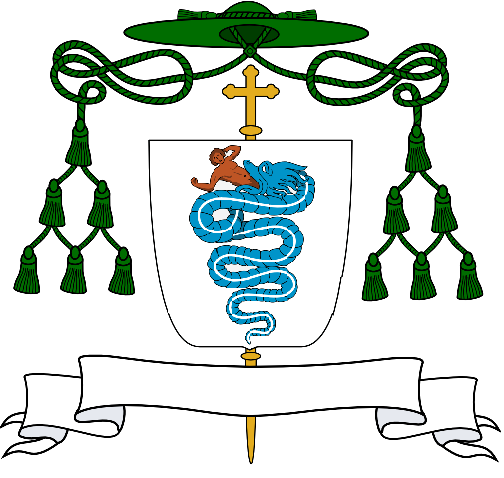
Герб Ортензіо Вісконті, єпископа Лоді.
Герб Італійського королівства Наполеона, включаючи багато символів італійських міст і імператорського орла.
Герб Королівства Ломбардія-Венеція (австрійська коронна земля) четвертує бісьоне з венеційським левом Святого Марка.
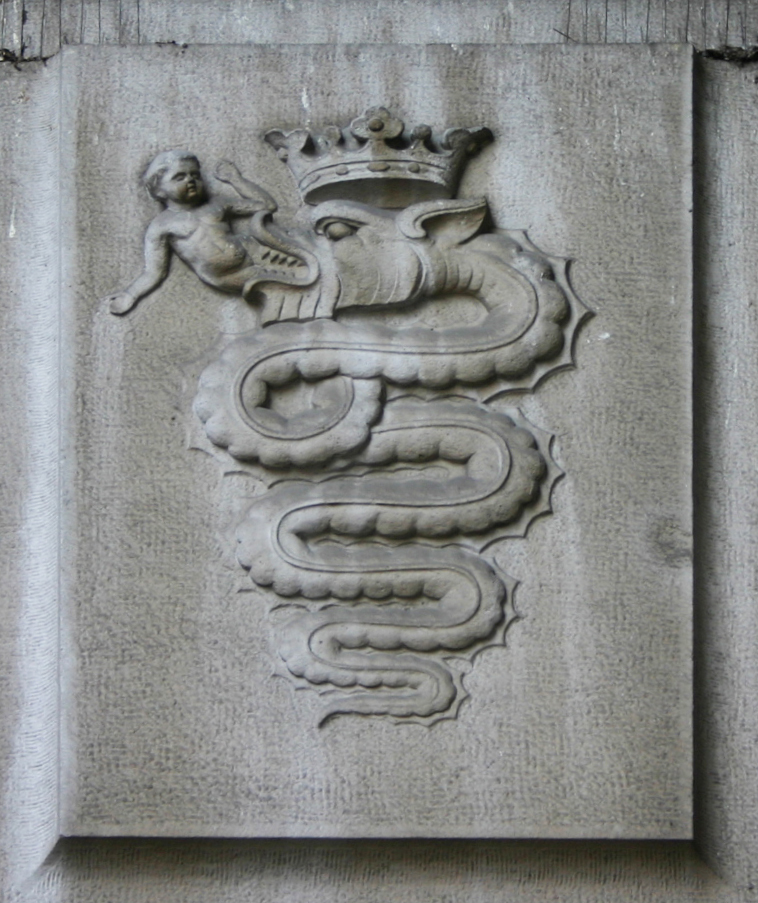
Бісьоне як символ Мілана, який можна побачити на Центральному вокзалі Мілана.
Герб Сянока, на якому зображена бісьоне Бони Сфорци.
Герб Пружан, на якій також зображено бісьйоне від Бони.
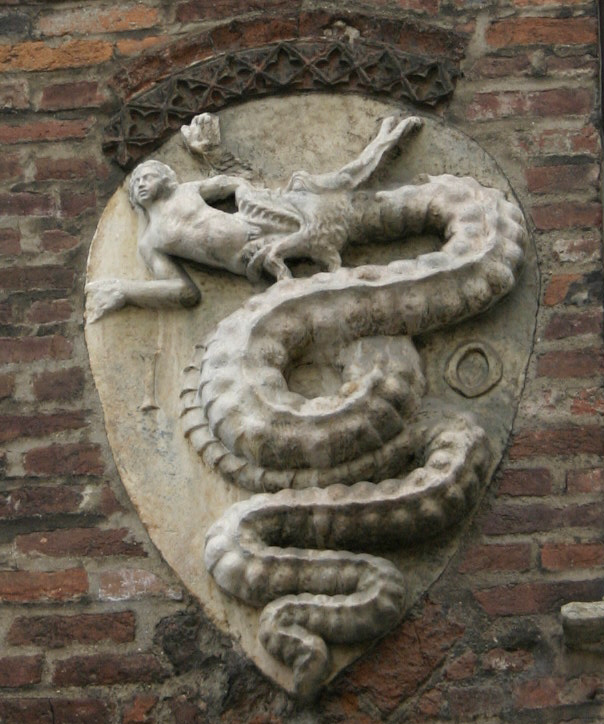
Зображення бісьйоне на палаці архієпископа на Пьяцца Дуомо в Мілані, Італія.
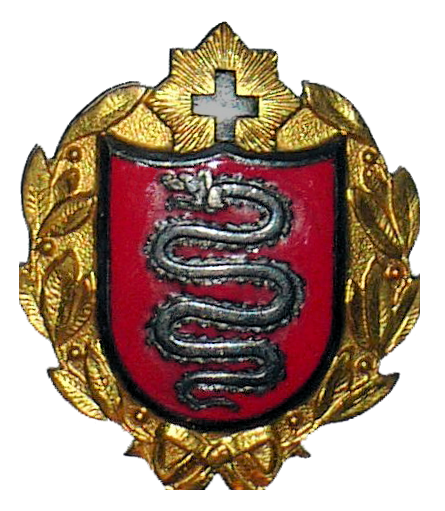
Місто Беллінцона в швейцарському кантоні Тічіно.
Бронетанкова група легкої кавалерії «Мілан» XVI (Іспанія).
Герб Вуж
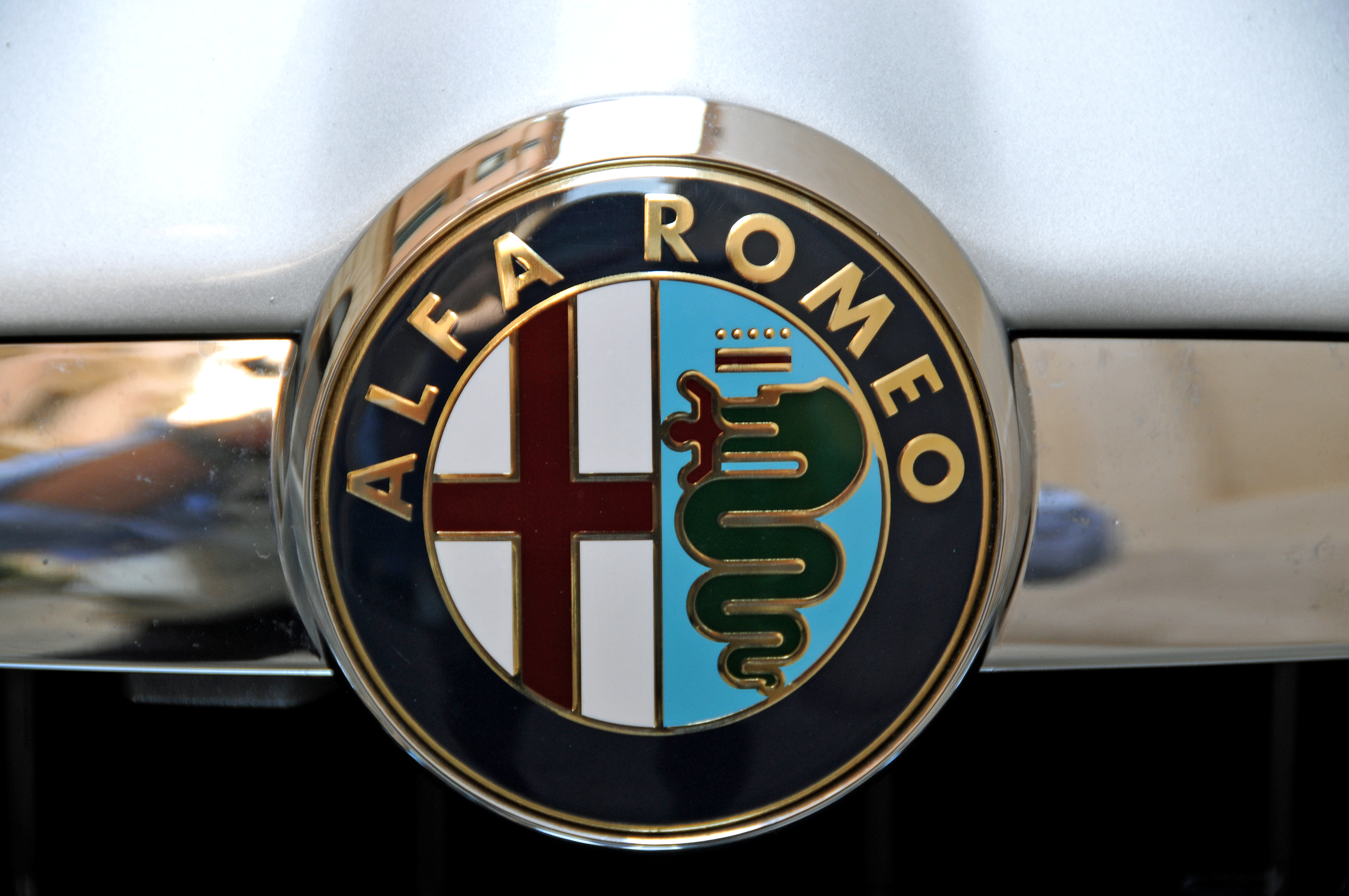
Бісьоне на емблемі Альфа-Ромео
Лого 5 каналу